# Huis te Oosterwijk
Het Huis te Oosterwijk of Eterwijk was een kasteel in het Nederlandse dorp Oosterwijk, provincie Utrecht. Van het kasteel is alleen de vroeg 16e-eeuwse kelder bewaard gebleven.

## Geschiedenis
De oudste vermelding van het kasteel Oosterwijk dateert uit 1407. Graaf Willem van Beieren beleende toen Jan van Herlair met de hoge heerlijkheid en het kasteel Oosterwijk. Jan had het kasteel overigens al eerder ontvangen van de heer van Arkel, die vermoedelijk ook de bouwheer van het slot was.
In de 16e eeuw kwam kasteel Oosterwijk in handen van de familie Van Liere, die het kasteel heeft herbouwd.
Rond 1860 volgde de afbraak van een groot deel van het kasteel. Het deel dat overbleef werd in gebruik genomen als pastorie. Nadat het gebouw in 1984 door brand was getroffen werd het in 1987 gesloopt. Op dezelfde locatie werd in 1988 een nieuw huis gebouwd, waarbij de 16e-eeuwse kelder behouden is gebleven.

## Beschrijving
Het is niet bekend hoe het middeleeuwse kasteel er uit heeft gezien. Afbeeldingen uit de 17e en 18e eeuw tonen het kasteel zoals dat door de familie Van Liere is opgetrokken. Het gaat dan om een omgracht kasteel van drie vleugels in een u-vorm, met op zowel de binnenplaats als aan de westzijde een achthoekige toren. De vleugels aan de west- en noordzijde hadden twee bouwlagen, de vleugel aan de oostzijde had één bouwlaag. 
Het kasteelterrein was ommuurd en had op de hoeken twee ronde torens. Aan de zuidzijde was een stenen poort die toegang gaf tot het kasteelterrein.
Mogelijk is het afgebeelde kasteel gebouwd op de voormalige voorburcht. De toegangsbrug die aan de noordzijde naar de gevel van de oostvleugel leidde, zou de oorspronkelijke verbinding zijn geweest tussen de middeleeuwse voor- en hoofdburcht. Het oorspronkelijke kasteel moet dan ten noorden van de huidige kasteelplaats hebben gestaan.
Kasteel Ter Aa (Breukelen) ·
Aastein ·
Slot Abcoude ·
Amaliastein ·
Nieuw-Amelisweerd ·
Oud-Amelisweerd ·
Kasteel Amerongen ·
Kasteel Batestein (Harmelen) ·
Kasteel Batestein (Vianen) · 
De Beest ·
Bergestein ·
Beverweerd ·
Blasenburg ·
Blikkenburg ·
Blommesteyn ·
Bolenstein ·
Bolsweerd ·
Bottestein ·
Kasteel Broekhuizen ·
Bruinenburg ·
Huis Cammingha ·
Clarenborg ·
Coelhorst ·
De Batau ·
Dompselaer ·
Huis Doorn ·
Drakenburg (kasteel) ·
Drakensteyn ·
Kasteel Duurstede ·
Huis Ter Eem ·
Eijkelenburg ·
Emmickhuizen ·
Den Engh ·
Essenstein ·
Everstein (Everdingen) ·
Everstein (Jutphaas) ·
Den Eyck ·
Galesloot ·
Kasteel Geerestein ·
Gildenborgh ·
Kasteel Ten Goye ·
Grauwert ·
Grijpestein ·
Groenestein (Langbroek) ·
Kasteel Groeneveld (Baarn) ·
Groenewoude (Woudenberg) ·
Gunterstein ·
Kasteel de Haar ·
Kasteel Hagestein ·
Hamtoren ·
Kasteel Hardenbroek ·
Huis Harmelen ·
Ridderhofstad Heemstede ·
Kasteel Heemstede ·
Heimenberg ·
Heimerstein ·
Huis Herlaar ·
Ter Heul ·
Heulestein ·
Hindersteyn ·
Kasteel Ter Horst (Achterberg) ·
Isselt ·
Kasteel IJsselstein ·
Jagenstein ·
Kersbergen ·
Killestein ·
Kronenburg (kasteel) ·
Kasteel Levendaal ·
Lichtenberg (Woudenberg) ·
Lievendaal (Amerongen) ·
Landgoed Linschoten ·
Kasteel Linschoten ·
Lockhorst ·
Kasteel Loenersloot ·
Kasteel Lunenburg ·
Huis Maarsbergen ·
Marckenburg ·
Ter Meer ·
Ter Mey (Haarzuilens) ·
Huis te Mijdrecht ·
Huis te Mijnden ·
Kasteel Moersbergen ·
Kasteel Montfoort ·
Natewisch ·
Te Nesse ·
Kasteel Nijenrode ·
Nijenstein ·
Nijeveld ·
Noordwijk (Langbroek) ·
Huis te Oosterwijk ·
Oostwaard (Utrecht) ·
Op de Bol ·
Oud-Broekhuizen ·
Ridderhofstad Oudaan ·
Huis Oudegein ·
Oudenhorst ·
Plettenburg (kasteel) ·
Huis De Polle ·
Prattenburg ·
Kasteel Putkop ·
Randenbroek (park) ·
Remmerstein ·
Kasteel Renswoude ·
Rhijnauwen ·
Kasteel Rhijnestein ·
Huis Riebeek ·
Kasteel Rijnenburg ·
Rijnestein ·
Rijneveld ·
Kasteel Rijnhuizen ·
Rijningen ·
Huis Rijnsweerd ·
Rijpickerwaard · 
Kasteel Rijsenburg ·
De Roetert ·
Rumelaar ·
Kasteel Ruwiel ·
Royestein ·
Kasteel Sandenburg ·
Kasteel Schalkwijk ·
Kasteel Schonauwen ·
Schurenburg ·
Snaafburg ·
Snellenburg ·
Paleis Soestdijk ·
Steenhuis (Lopik) ·
Kasteel Sterkenburg ·
Stormerdijk ·
Landgoed Stoutenburg ·
Ten Massche ·
Valkenburg (Rhenen) ·
Huis te Velde ·
Kasteel Veldenstein ·
Hofstede te Vliet ·
Huis te Vleuten ·
Huis te Vliet (Lopik) ·
Huis te Vliet (Oudewater) ·
Vogelpoel ·
Huis te Voorn ·
Vredelant ·
Vronestein ·
Vuijlcop ·
Kasteel Walenburg ·
Wayenstein (Amerongen) ·
Kasteel Weerdenburg ·
Weerdesteyn ·
Weerestein ·
Hof ter Weyde ·
Wickenburgh ·
Wijnestein ·
Wiltenburg (Utrecht) ·
Kasteel van Woerden ·
Huis Woudenberg ·
Huis te Woudenberg (I) ·
Huis te Woudenberg (II) ·
Wulven ·
Kasteel Oud-Wulven ·
Wulvenhorst ·
Slot Zeist ·
Kasteel Zuilenburg ·
Zuileveld ·
Slot Zuylen ·
Huis Zuylenstein